# William Matthew Flinders Petrie
Pour les articles homonymes, voir Petrie.
William Matthew Flinders Petrie (3 juin 1853 – 28 juillet 1942) est un égyptologue anglais. Professeur d'égyptologie à l'University College de Londres, il dirige des chantiers de fouilles en Égypte et en Palestine.
Flinders Petrie est prénommé du nom de son grand-père, le capitaine Matthew Flinders, explorateur qui le premier trace la carte géographique de l'Australie.

## Biographie
En 1883, Amelia Edwards lui confie une mission pour la Société d'exploration de l'Égypte (Egypt Exploration Society, EES) qu'elle venait de créer. En 1884, Petrie est déjà à pied d'œuvre sur les chantiers de fouille. Ne s'entendant pas avec les membres du comité de la société, qu'il estime être des bureaucrates incompétents, il démissionne en 1886. Il travaille seul pendant les trente-sept ans qui suivent dans presque tous les endroits les plus importants du pays.
Considéré comme le père de l'égyptologie moderne, il est le premier à utiliser des méthodes de fouilles scientifiques en Égypte, comme la stratigraphie, qui consiste à relever les objets couche par couche (ce qui permet d'effectuer des datations plus précises), méthode qui est toujours en vigueur.
Petrie fouille une douzaine de sites archéologiques majeurs au cours de sa carrière. Il fouille le cimetière d'Hauwarâ el-Maqta dans le Fayoum, renommé pour les magnifiques portraits de défunts momifiés, ainsi qu‘Amarna, la capitale d'Akhenaton, et la pyramide de Meïdoum.
De 1880 à 1883, il fouille très méticuleusement la grande pyramide de Gizeh. Il étudie chaque couche du sol, ce qui le rend célèbre en tant que novateur dans les méthodes de fouilles scientifiques.
En 1884, Petrie découvre des fragments d'une statue colossale de Ramsès II lors de fouilles du temple de Tanis. En 1896, il découvre la stèle de Mérenptah (Mineptah), appelée aussi stèle de la Victoire, ou encore stèle d'Israël, dans le temple funéraire du pharaon Mérenptah, dans la région thébaine.
Pendant l'hiver 1895-1896, alors qu'il fouille le Ramesséum, Petrie rencontre le jeune égyptologue strasbourgeois Wilhelm Spiegelberg, avec qui il sympathise. Dorénavant, Spiegelberg édite de nombreux textes découverts par Petrie, tandis que celui-ci offre à l'université de Strasbourg plusieurs lots très importants d'objets exhumés lors de ses fouilles. En remerciement, la Kaiser-Wilhelms-Universität Straßburg lui décerne le titre de docteur honoris causa.
En 1913, Petrie vend à l’University College de Londres sa riche collection d’antiquités égyptiennes, donnant ainsi naissance au musée Petrie d'archéologie égyptienne (Petrie Museum of Egyptian Archaeology).
William Matthew Flinders Petrie devient membre de la Royal Society le 5 juin 1902. Il est fait chevalier (Sir) en 1923 pour services rendus à l’archéologie et à l’égyptologie britanniques.
À partir de 1927, il fouille en Palestine (par exemple le site de Tell el-Ajjul, de 1930 à 1934) où il reste jusqu'à sa mort à Jérusalem le 28 juillet 1942 à l'âge de quatre-vingt-neuf ans.
Au cours de sa carrière, Petrie a écrit plus de cent volumes de rapports sur ses fouilles, et presque neuf cents articles et revues. Les conceptions historiques de Petrie étaient fortement marquées par des hypothèses eugénistes et des convictions racistes. Il fut un correspondant de Francis Galton et il croyait fortement en un déterminisme biologique et en une hiérarchie raciale,.
Il est le maître de nombreux égyptologues, et a eu sous ses ordres un certain Howard Carter, avec lequel il ne s'entendit pas. Petrie est le premier à découvrir les cultures préhistoriques égyptiennes.

## Fouilles archéologiques en Égypte
- 1881-1882 : Gizeh & Abou Rawash
- 1884 : Tanis
- 1885 : Naucratis
- 1886 : Nebesheh & Daphnae
- 1887 : Assouan & Dahchour
- 1888 : Biahmou & Arsinoé
- 1888 - 1889 : Hawara
- 1889 - 1890 : Kahoun, El-Lahoun, Gourob
- 1891 : Meïdoum
- 1892 : Amarna
- 1894 : Coptos
- 1895 : Ballas & Naqadah
- 1896 : Thèbes & Ramesséum
- 1897 : Deshasheh, Oxyrhynque, El Kab
- 1898 : Dendérah
- 1898 - 1899 : Hiérakonpolis
- 1899 : Diospolis Parva
- 1900 - 1901 : Abydos
- 1901 : Beit Khallaf & Mahasneh
- 1902 - 1903 : Abydos
- 1904 : Ehnasya & Bouto
- 1904 - 1905 :  Saqqarah
- 1905 : Sarabit al-Khadim & Ouadi Maghara
- 1906 : Tell el-Yahoudieh
- 1907 : Gizeh & Rifeh
- 1908 : Athribis & Memphis
- 1909 : Gizeh & Cheikh Abd el-Gournah
- 1910 : Meïdoum & Memphis
- 1911 : Hawara, Memphis, Gerzeh, Mazghouna
- 1912 : Tarkhan, Memphis, Héliopolis

## Publications
- The pyramids and temples of Gizeh, Fiel and Tuer, London, 2e édition, 1883.
- Avec Francis Llewellyn Griffith et Heinrich Karl Brugsch, Two hieroglyphic papyri from Tanis, Extra memoir of the Egypt exploration fund, London, 1889.
- Avec Francis Llewellyn Griffith et Heinrich Karl Brugsch, Deshasheh 1897, no 15, memoir of the Egypt exploration, 1890.
- Illahun, Kahun and Gurob. 1889-90, London, 1891.
- Ten years digging in Egypt, Edinburgh, 1892.
- (en) William Matthew Flinders Petrie, J. E. Quibell et F. C. J. Spurrell, Naqada and Ballas, Londres, Bernard Quaritch, 1896 (lire en ligne)
- (en) William Matthew Flinders Petrie et F. Ll. Griffith, The Royal Tombs of the First Dynasty. Part I, Londres, The Offices of the Egypt Exploration Fund, coll. « Memoir of The Egypt Exploration Fund » (no 18), 1900 (lire en ligne)
- (en) William Matthew Flinders Petrie et F. Ll. Griffith, The Royal Tombs of the Earliest Dynasties. Part II, Londres, The Offices of the Egypt Exploration Fund, coll. « Memoir of The Egypt Exploration Fund » (no 21), 1901 (lire en ligne)
- (en) William Matthew Flinders Petrie, The Royal Tombs of the Earliest Dynasties. Part II : Extra Plates, Londres, The Offices of the Egypt Exploration Fund, coll. « Memoir of The Egypt Exploration Fund » (no 21), 1901 (lire en ligne)
- (en) William Matthew Flinders Petrie et A. E. Weigall, Abydos. Part I, Londres, The Offices of the Egypt Exploration Fund, coll. « Memoir of The Egypt Exploration Fund » (no 22), 1902 (lire en ligne)
- (en) William Matthew Flinders Petrie et F. Ll. Griffith, Abydos. Part II, Londres, The Offices of the Egypt Exploration Fund, coll. « Memoir of The Egypt Exploration Fund » (no 24), 1903 (lire en ligne)
- (en) William Matthew Flinders Petrie, Tombs of the courtiers and Oxyrhynkhos, Londres, British School of Archaeology in Egypt; Bernard Quaritch, coll. « British School of Archaeology in Egypt and Egyptian Research Account (28th year) » (no 37), 1925 (lire en ligne)
- William Matthew Flinders Petrie, Objects of daily use, with over 1800 figures from University College, Londres, British School of Archaeology in Egypt, 1927